# Alice Hamilton
Alice Hamilton (27 de fevereiro de 1869 – 22 de setembro de 1970) foi uma das principais especialistas na área de saúde ocupacional e a primeira mulher nomeada para o corpo docente da Universidade Harvard. Ela foi uma pioneira no campo da toxicologia, estudando doenças ocupacionais e os efeitos perigosos dos metais industriais e dos compostos químicos no corpo humano.

## Biografia
Alice Hamilton nasceu em 1869, filha de  Montgomery Hamilton e Gertrudes Hamilton (nascida Pond), na Cidade de Nova York, Nova York, e foi criada em Fort Wayne, Indiana. Ela foi a segunda de quatro meninas, com quem permaneceu próxima durante toda a sua infância e em sua carreira profissional. Entre suas irmãs esteve a classicista Edith Hamilton. Alice foi educada em casa e completou a sua educação na Escola Miss Porter em Farmington, Connecticut, como fez sua irmã Edith Hamilton.

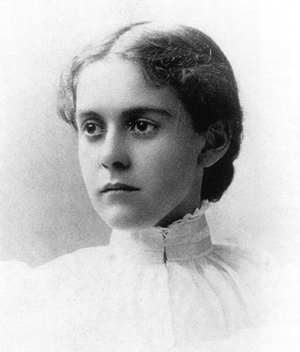
Alice Hamilton, em 1893, o ano em que ela se formou na escola de medicina

Ela matriculou-se na escola de medicina da Universidade de Michigan, em 1892, e recebeu seu diploma de médica, em 1893. Ela completou estágios no Northwestern Hospital for Women and Children em Minneapolis e no New England Hospital para Mulheres e Crianças, perto de Boston. Durante seus estágios, Hamilton desenvolveu interesse em saúde pública.
Sob orientação de seus professores, Hamilton viajou para a Europa para estudar bacteriologia e patologia, de 1895 a 1897. Ela foi acolhida em Frankfurt, rejeitada em Berlim, e teve algumas más experiências nas universidades de Munique e Leipzig. Quando ela voltou para os Estados Unidos, continuou seus estudos de pós-graduação na Universidade Johns Hopkins, onde trabalhou com Simon Flexner. Em 1897, ela se mudou para Chicago, onde ela se tornou um professor de patologia na Northwestern University.
Logo depois de se mudar para Chicago, Hamilton tornou-se um membro e residente da Hull House, a casa fundada pela assistente social Jane Addams. Hamilton tentou identificar as causas da febre tifóide e a tuberculose na comunidade envolvente. Seu trabalho sobre a febre tifoide, em 1902, levou à substituição do chefe da inspeção sanitária de Chicago. Ao viver com os moradores pobres de sua comunidade, ela se tornou cada vez mais interessada nos problemas que os trabalhadores enfrentavam, especialmente lesões e doenças ocupacionais. O estudo da "medicina industrial" (as doenças causadas por determinados postos de trabalho) tinha-se tornado cada vez mais importante, pois a Revolução Industrial do final do século 19 gerou novos riscos no local de trabalho. Em 1907, Hamilton começou a investigar a literatura estrangeira existente, percebendo que a medicina industrial não estava sendo estudada muito na América. Ela decidiu mudar isso e, em 1908, publicou seu primeiro artigo sobre o tema.

## Impacto
Em 1908, Hamilton foi nomeada pelo governador de Illinois para a recém-formada Comissão de Doenças Ocupacionais do Estado de Illinois, o primeiro organismo de investigação desse tipo, nos Estados Unidos. A comissão centrou-se em venenos industriais, com Hamliton conduzindo a investigação. O relatório da comissão resultou em leis sobre doença ocupacional sendo passadas em Illinois e em outros estados, exigindo que os empregadores tomassem medidas de segurança para proteger os trabalhadores.
Durante seus anos na Hull House, Hamilton foi ativa nos direitos das mulheres e nos movimentos pela paz . Ela viajou com Jane Addams e Emily Greene Balch para o Congresso Internacional de Mulheres na Haia, em 1915.
Em 1919, Hamilton foi contratada como professora assistente em um novo Departamento de Medicina Industrial na Escola de Medicina de Harvard, fazendo dela a primeira mulher nomeada para uma faculdade lá, em qualquer campo. a Sua nomeação foi saudada pelo New York Tribune, com o título: "Uma Mulher Professora da Harvard—A Última Fortaleza Caiu—O Sexo Tem a Sua Própria". Seu próprio comentário foi "Sim, eu sou a primeira mulher na Harvard—mas não sou a primeira que deveria ter sido nomeada!".
 Após a sua aposentadoria da universidade de Harvard, em 1935, Hamilton serviu como médica consultora da Divisão Estadunidense de Normas de Trabalho.

## Contribuições Cientificas
Alice Hamilton iniciou sua longa carreira em saúde pública e segurança no trabalho em 1910, quando o governador do Illinois Charles S. Deneen a nomeou como um investidor médico para a recém-formada Comissão de Illinois sobre Doenças Profissionais. Ela liderou as investigações da comissão, que se concentraram em venenos industriais, como chumbo e outras toxinas. Ela também escreveu o "Illinois Survey", o relatório da comissão que documentou suas descobertas de processos industriais que expunham os trabalhadores ao envenenamento por chumbo e outras doenças. Os esforços da comissão resultaram na aprovação das primeiras leis de indenização de trabalhadores em Illinois em 1911, em Indiana, em 1915, e em leis de doenças ocupacionais em outros estados. As novas leis exigiam que os empregadores tomassem precauções de segurança para proteger os trabalhadores. 
Na década de 1920, a Dra. Alice Hamilton investigou uma série de questões em vários comitês estaduais e federais de saúde. Hamilton focou seus estudos nos distúrbios decorrentes de exposições tóxicas ocupacionais, examinando os efeitos de substâncias como os corantes de anilina, monóxido de carbono, mercúrio, tetraetilo, radium, benzeno, dissulfeto de carbono e sulfeto de hidrogênio. Em 1925, em uma conferência do Serviço de Saúde Pública sobre o uso de chumbo na gasolina, ela testemunhou contra o uso de chumbo e advertiu sobre o perigo que representava para as pessoas e para o meio ambiente. No entanto, a gasolina com chumbo foi permitida. A EPA, em 1988, estimou que, nos últimos 60 anos, 68 milhões de crianças sofreram alta exposição tóxica ao uso de combustíveis com chumbo. Seu trabalho na fabricação de chumbo branco e óxido de chumbo, como investigador especial para o Departamento de Estatísticas do Trabalho dos Estados Unidos, é considerado um "estudo histórico". Baseando-se principalmente num seu processo de fazer visitas pessoais a fábricas, entrevistar trabalhadores e compilar detalhes de casos de envenenamento diagnosticados contribuíram para a emergente ciência de laboratório de toxicologia. Alice Hamilton foi pioneira na epidemiologia ocupacional e na higiene industrial. Ela também criou o campo especializado da medicina industrial nos Estados Unidos. Suas descobertas foram cientificamente persuasivas e influenciaram as amplas reformas da saúde que mudaram as leis e a prática geral para melhorar a saúde dos trabalhadores.

## Reconhecimento e prêmios
Alice Hamilton foi incluída na lista dos Homens de Ciência, em 1944, e recebeu o Prêmio Lasker pelo serviço público que prestou, em 1947.
Ela morreu em sua casa em Hadlyme, Connecticut, no dia 22 de setembro, 1970. Em 1973, foi adicionada, postumamente, National Women's Hall of Fame.

## Trabalhos publicados selecionados
Livros:
- Industrial Poisons in the United States (1925)
- Industrial Toxicology (1934’ rev. 1949)
- Exploring the Dangerous Trades: The Autobiography of Alice Hamilton, M.D. (1943).

Artigos:
- "Hitler Speaks: His Book Reveals the Man," Atlantic Monthly (1933)
- "The Youth Who Are Hitler's Strength," New York Times, 1933
- "A Woman of Ninety Looks at Her World," Atlantic Monthly (1961)